# Шембека (гора)
Гора Шембека (також: Шемберка, Турецькі шанці, Вроновських) — узгір'я у Львові, що домінує над середньою частиною вулиці Коперника.

## Історія
На початку XVII століття ця місцевість належала представникам польського шляхетського роду Шембеків і чиє прізвище дало назву цій горі.
Під час облоги Львова військом Богдана Хмельницького 1648 року козаки облаштували на горі Шембека артилерійські позиції для обстрілу середмістя. Під час наступної облоги Львова 1655 року військами Московського царства Василя Бутурліна та козацьким військом Богдана Хмельницького, на горі відбувалася модернізація вже існуючих артилерійських позицій. На щастя, тоді обійшлося без обстрілів міста. Відомо, що після відходу Хмельницького, у цих місцях проводив час реабілітації після важкої хвороби Ян II Казимир.
Під час облоги міста у 1672 році військами султана Мехмеда IV під орудою Капудана-паші турки на горі спорудили комплекс потужних земляних укріплень (шанців), на які були встановлені чотири важкі гармати, з яких турки та їх союзники — татари обстрілювали місто. Тоді одні приватні будинки були з землею зрівняні, а інші — спалені. Відтоді й до половини XIX століття цю гору називали «Турецькими шанцями». Залишки цих насипів у 1830-х роках оглядав львівський історик Антоній Петрушевич під час навчання у Львівському університеті.
Після відбудови околиці, на місці дерев'яного монастиря кармеліток Черевичкових з костелом Святої Аґнєшки у 1677 році збудували кам'яні, на місці міщанських будинків — кам'яні двори шляхти. У 1744—1745 роках костел Святої Аґнєшки перебудували після пожежі за проєктом Бернарда Меретина. Серед останніх, на схилі гори, був збудований у 1767 році палацик новогрудської чесникової Маріанни Вільчинської, що знаходився на місці теперішнього будинку № 11 на вул. Колесси. Від неї палац перейшов до Ігнація Чосновського, а 1791 року той продав його та навколишні землі, раднику львівського шляхетського суду Станіславу Вроновському. По смерті Станіслава Вроновського у 1839 році, маєток успадкувала його дочка, Юзефа, графиня Гумецька. Схили гори Вроновських, з залишками «Турецьких шанців» на вершині були одним з улюблених місць прогулянок містян, а окрасою гори був величезний старий каштан та встановлена під ним фігура кам'яного ідола, яку у 1840-х роках під час земляних робіт на схилах узгір'я виявили робітники. Недовго гора Вроновських була місцем відпочинку для містян. Військові оцінили стратегічне положення узгір'я, й тривалий час чинили тиск на власницю, графиню Гумецьку аби примусити її продати родовий маєток Вроновських, оскільки їй також належали палац з парком та ділянки на горі. Пізніше землі були примусово вилучені та жодних коштів сплачено не було. Гумецька померла у 1872 році. Так від прізвища останніх власників маєтку гора Шембека дістала своє друге ім'я — Вроновських. 
Під час касаційних реформ цісаря Йосифа II, у 1782 році австрійська влада закрила монастир та перетворила його на римсько-католицьку духовну семінарію. Через десять років семінарію перенесли до колишнього монастиря кармеліток босих, а костел Святої Аґнєшки та прилеглі будівлі перейшли у розпорядження австрійського війська, яке влаштувало тут склади та пекарню. Після пожеж 1804 та 1812 років колишній монастир кармеліток Черевичкових опинився у цілковитій руїні. У 1817 році ці руїни придбав на аукціоні граф Юзеф Максиміліан Оссолінський для перебудови на науковий заклад свого імені (нинішня Львівська національна наукова бібліотека України імені Василя Стефаника).
Протягом, 1850—1856 років на горі Шембека (Вроновських), а також Познанській (Пелчинській) та Калічій (Жебрацькій) споруджений комплекс фортифікацій львівської цитаделі. У 1910-х роках планувалося створення на височині парку та спорудження громадських будинків, але цей задум не було реалізовано через початок першої світової війни. Ідея часткової зміни функціонального призначення території Цитаделі отримала своє продовження вже наприкінці 1930-х років. Тоді військові погодилися на виведення гарнізону за умови спорудження на місці казарм великого стадіону. Під час другої світової війни, у 1941—1944 роках в максиміліанській вежі № 2, що на горі Шембека (Вроновських) діяв концентраційний табір для військовополонених «Stalag 328». За радянських часів у цій вежі було облаштовано фондосховище Наукової бібліотеки імені Василя Стефаника. 11 квітня 2011 року неподалік від вежі № 2 освячено хрест з написом: «Цей хрест встановлено у пам'ять про 140 тисяч вояків народів Європи — українців, французів, поляків, росіян, італійців, євреїв, білорусів, бельгійців, які захищали свій дім, свою країну і загинули на цьому місці у нацистському концтаборі „Шталаг 328“ 1941-1944 рр. Вічна їм пам'ять!».